# Hrvatsko rodoslovno društvo
Hrvatsko rodoslovno društvo "Pavao Ritter Vitezović" osnovano je s ciljem poticanja i podupiranja rodoslovnih istraživanja (kako obiteljskih tako i znanstvenih), uz okupljanje i educiranje zainteresiranih istraživača i njihovu međusobnu razmjenu iskustava. 
Društvo prema potrebi podupire istraživanja koja su sadržajno ili metodološki povezana s rodoslovljem (antroponimija, paleografija, arhivistika, informacijska tehnologija na području povijesne i srodnih znanosti).
Znak društva je u obliku štita sa stiliziranim elementima hrvatskog državnog grba te dijelom grba Pavla Rittera Vitezovića, to jest ima stiliziranu vitezovu ruku u oklopu s mačem.
Osnivačka skupština Hrvatskog rodoslovnog društva održana je 15. lipnja 2005. godine, kada je donesen statut. Sjedište društva je u Zagrebu.
Predsjednik HRD-a je prof. dr. sc. Damir Boras, rektor Sveučilišta u Zagrebu.

## Vanjske poveznice
- Hrvatsko rodoslovno društvo "Pavao Ritter Vitezović"